# 주한 세네갈 대사관
주한 세네갈 대사관(프랑스어: Ambassade du Sénégal à Séoul)은 대한민국 서울특별시 중구 충무로1가 25-5 고려대연각타워 5층 501호에 위치하고 있는 세네갈 대사관이다. 현직 주한 세네갈 대사는 압두 살람 디알로이다.

## 역사
세네갈은 1962년 10월 19일에 대한민국과 수교했다. 대한민국 정부는 1973년 5월 4일에 세네갈 다카르에 주세네갈 대한민국 대사관을 설립했다. 세네갈 정부는 한동안 주일본 세네갈 대사관에서 대한민국과 관련된 외교 임무를 겸임해 오다가 2007년 8월 2일에 대한민국 서울에 주한 세네갈 대사관을 설립했다.

## 주요 업무
주요 업무는 대한민국 정부와의 외교, 교섭, 투자 유치 활동, 대한민국 거주 세네갈 국민의 보호 육성, 외교 정책 홍보, 문화, 학술, 체육 협력, 여권, 입국 사증 발급 및 영사 확인 업무 등이다.

## 같이 보기
관련 항목
- 세네갈의 재외공관 목록
- 대한민국 주재 외국공관 목록
- 대한민국-세네갈 관계
- 주세네갈 대한민국 대사관

고려대연각타워 관련
- 주한 칠레 대사관
- 주한 코스타리카 대사관
- 주한 우루과이 대사관
- 주한 크로아티아 대사관